# Hemihyalea daraba
Hemihyalea daraba là một loài bướm đêm thuộc phân họ Arctiinae, họ Erebidae.